# Colin McRae Rally (videójáték)
A Colin McRae Rally a Colin McRae Rally sorozat 1998-ban megjelent első része. A sorozat többi tagjához hasonlóan, a játékot a Codemasters fejlesztette. Minimális rendszerkövetelménye miatt bárki játszhatott vele. Abban az időben ez volt a legfejlettebb, egyben a legjobb raliszimulátor is.
A helyszínek (csakúgy, mint az autók) igen változatosak, hiszen az ausztrál sivatagoktól egészen Finnország havas, hegyvidékes területéig rengeteg helyszínen versenyezhetünk. Lehetőség van osztott képernyős játékra is, ha egymás ellen szeretnének játszani a játékosok.

## Versenyhelyszínek
- Új-Zéland
- Ausztrália
- Monte Carlo
- Indonézia
- Görögország
- Egyesült Királyság
- Svédország
- Korzika